# Віолетта Феррарі
Віолетта Феррарі (угор. Ferrari Violetta, 25 квітня 1930, Годмезевашаргей, Угорщина — 23 січня 2014, Будапешт, Угорщина) — угорська актриса.

## Біографія
Віолетта Феррарі народилася 25 квітня 1930 року в місті Годмезевашаргей. Її батьком був італійським солдатом, полоненим під час Першої світової війни. Феррарі отримала освіту у Будапештській музичній академії.
Віолетта Феррарі три роки працювала в Національному театрі Будапешту. У 1956 році, після введення радянських військ у країну через антикомуністичну революцію, разом з чоловіком Шандором Сабо перебралася в Західну Німеччину. Там вона вивчила німецьку мову і до 1984 року грала в Kleinen Theater am Zoo у Франкфурті.
Феррарі відома за своїми ролями у фільмах «Двічі два іноді п'ять» (1954), «Conrad: The Factory-Made Boy» (1983) і «Stoppt die Welt — Ich möchte aussteigen» (1966).
У 1997 році Віолетта Феррарі повернулася в Угорщину. Вона більше не грала на сцені за порадою лікарів через панічний розлад.